# Friedrich Wilhelm von Kleist (Oberst)
Friedrich Wilhelm Franz Philipp Christian von Kleist (* 1752 in Burg bei Magdeburg; † 1822 in Halle (Saale)) war ein preußischer Oberst und Ritter des Ordens Pour le Mérite.

## Leben

### Herkunft
Er entstammte der uradeligen pommerschen Adelsfamilie von Kleist, die besonders im 18. und 19. Jahrhundert der preußischen Krone zahlreiche Offiziere und Verwaltungsbeamte gestellt hat. Er war der Sohn des preußischen Hauptmanns Hans Bernd von Kleist (1716–1755) und der Philippine Catherine von der Hagen . Schon früh kam er als Page an den Hof Friedrichs II., wo er sich mit dem jungen Prinzen Friedrich Wilhelm, dem späteren König Friedrich Wilhelm II. anfreundete.

### Militärischer Werdegang
Der Familientradition folgend wollte er Berufsoffizier werden und trat als sogenannter Freikorporal in das Regiment „von Saldern“ ein. Er wurde am 16. Juni 1770 zum Fähnrich, am 14. Juni 1776 zum Sekondeleutnant und am 30. Juni 1787 zum Premierleutnant ernannt. Nur einen Monat später erfolgte seine Beförderung zum Kapitän. Gleichzeitig übertrug Friedrich Wilhelm II. ihm die Stelle des Adjutanten beim preußischen Generalfeldmarschall Herzog von Braunschweig, dem er bis zu dessen tödlicher Verwundung in der Schlacht bei Auerstedt als Adjutant, später als Generaladjutant, begleitete. In dieser Position nahm er auch an dem kurzen Feldzug gegen Holland 1787 teil. Für diesen Feldzug wurde er vom König im Oktober 1787 mit dem Orden Pour le Mérite ausgezeichnet. Die Verleihung des Ordens steht im Zusammenhang mit den Kampfhandlungen bei Amstelveen; der Kronprinz gratuliert ihm zur Verleihung in einem Schreiben vom 12. Dezember 1787 „…für sein gutes Benehmen…“
Am 18. Oktober 1790 wird er dann zum Major befördert. In den Jahren 1791/92 wurde er in politischer Mission nach Den Haag geschickt, wo er sich offensichtlich bewährte, denn „…für seine diplomatischen Leistungen…“ wird er von der Regierung der Generalstaaten mit der „Großen Goldenen Verdienst-Medaille“ geehrt. Am 14. August 1798 wird er dann zum Oberstleutnant und am 17. Juni 1800 zum Oberst befördert unter Belassung seiner Stellung als Generaladjutant beim Herzog von Braunschweig, dessen Begleiter und Berater in den politischen Missionen des Herzogs er blieb. Durch die Gunst des Königs Friedrich Wilhelm III. erhielt er die Zusicherung eines Gutes in der durch die Dritte Teilung Polens von Preußen erworbenen neuen Provinz Südpreußen. Da sich diese Zusicherung nicht einlösen ließ, entschädigte der König Kleist durch eine Präbende des St.-Nicolai-Stiftes in Magdeburg.
In der Schlacht bei Auerstedt 1806 wurde der preußische Oberkommandierende, der Herzog von Braunschweig, schwer verwundet und blind geschossen. Kleist gelang es, ihn aus der Gefechtslinie zu ziehen und in seine Residenzstadt Braunschweig zu bringen. Bald danach erbat er, von der preußischen Niederlage deprimiert, am 23. Januar 1807 um seinen Abschied, den der König bewilligte. Er lebte fortan als Zivilist bis zu seinem am 16. Juli 1822 eingetretenen Tod in Halle an der Saale.

### Familie
Kleist war verheiratet mit der bürgerlichen Kaufmannswitwe Johanne Marie Haase. Wegen dieser Heirat hatte es zunächst Probleme gegeben, weil König Friedrich II. ihm die erbetene Heiratserlaubnis mit Schreiben vom 8. Juli 1780 verweigert hatte. Kleist blieb hartnäckig und wiederholte sein Gesuch. Der König verlangte nun die Zustimmung von Kleists Kommandeur, den Generalleutnant von Saldern, und genehmigte nach dessen Befürwortung die Eheschließung, die dann in Magdeburg am 19. Dezember 1780 erfolgte.
Seine Tochter, Friederike Wilhelmine (2. März 1789 – 16. Dezember 1874) heiratete 1809 Friedrich Meckel, Professor der Anatomie in Halle.